# Andrés Lugli
Andrés Lugli (Esperanza, Provincia de Santa Fe, 4 de diciembre de 1995) es un baloncestista profesional argentino que se desempeña como base en Importadora Alvarado de la Liga BásquetPro.

## Trayectoria
Formado en la cantera del club esperancino Alma Juniors, Lugli jugó en sus primeros años como profesional en equipos del Torneo Federal de Básquetbol y de La Liga Argentina, llegando a ser convocado para la selección argentina de baloncesto que actuó en la Universiada de 2019.
Dio el salto a la Liga Nacional de Básquet en 2019, fichado por Libertad. Al año siguiente se incorporó a Platense. En su primera temporada con su nuevo equipo, Lugli marcó el record de ser ese año el jugador con mayor cantidad de robos de la LNB. 
En 2022 regresó a La Liga Argentina, jugando una temporada con GEPU, otra con Lanús y una con Quilmes de Mar del Plata.
En mayo de 2025 se unió al Importadora Alvarado de la Liga BásquetPro de Ecuador.

### Clubes
| Club                     | País      | Año             |
| ------------------------ | --------- | --------------- |
| Alma Juniors             | Argentina | 2012 - 2014     |
| Banda Norte              | Argentina | 2014 - 2015     |
| Alma Juniors             | Argentina | 2015            |
| Central San Javier       | Argentina | 2015 - 2016     |
| Estudiantes de Olavarría | Argentina | 2016 - 2019     |
| Libertad                 | Argentina | 2019 - 2020     |
| Platense                 | Argentina | 2020 - 2021     |
| Sportivo Suardi          | Argentina | 2021            |
| Platense                 | Argentina | 2021 - 2022     |
| GEPU                     | Argentina | 2022 - 2023     |
| Lanús                    | Argentina | 2023 - 2024     |
| Quilmes de Mar del Plata | Argentina | 2024 - 2025     |
| Importadora Alvarado     | Ecuador   | 2025 - Presente |